# The Ragged Princess
The Ragged Princess è un film muto del 1916 diretto da John G. Adolfi.

## Produzione
Il film fu prodotto dalla Fox Film Corporation.

## Distribuzione
Distribuito dalla Fox Film Corporation, il film uscì nelle sale cinematografiche statunitensi il 16 ottobre 1916. In Francia, fu distribuito con il titolo La Clef des champs il 20 febbraio 1920.